# Togoanska nogometna reprezentacija
Togoanska nogometna reprezentacija je nacionalna momčad Toga pod vodstvom Togoanskog nogometnog saveza (fra. Fédération Togolaise de Football). Prvi nastup na SP-u imala je u Njemačkoj. Na kvalifikacijama ih je vodio Stephen Keshi dok ih je na završnom turniru trebao voditi Nijemac Otto Pfister koji je dao ostavku 3 dana prije utakmice i ostavio Togo bez izbornika. Trebao ga je zamijeniti njegov asistent Kodjovi Mawuena, no Pfisterov sin je 12. lipnja na FIFA-inoj službenoj stranici  Arhivirana inačica izvorne stranice od 29. ožujka 2007. (Wayback Machine) potvrdio da se Pfister vraća na klupu za utakmicu s Južnom Korejom.

## Uspjesi na Afričkom kupu nacija
- nisu ušli: 1957. do 1965.
- odustali: 1974., 1990., 1994. (za vrijeme kvalifikacija), 2010. (zbog oružanog napada na igrače)
- nisu se kvalificirali: 1968., 1970., 1976. do 1982., 1986. do 1988., 1992., 1996., 2004., 2008., 2012.
- 1. krug: 1972., 1984., 1998., 2000., 2002., 2006.
- Četvrtfinale: 2013.

## Uspjesi na SP-u
- 1930. do 1970. - nisu ušli
- 1974. do 2002. - nisu se kvalificirali
- 2006. – 1. krug (Sastav)
- 2010. do 2014. - nisu se kvalificirali

## Vanjske poveznice
- Fédération Togolaise de Football - službena stranica (na francuskom)